# 5W+1H
Az 5W+1H egy problémamegoldó módszer, amely a módszer alkalmazása közben használt kérdőszavak kezdőbetűiből kapta a nevét. Kipling-módszerként is ismert, mivel a kérdőszavait az alábbi kis Kipling-vers foglalja össze:
"I have six honest serving men
They taught me all I knew
I call them What and Where and When
And How and Why and Who"
..
Az elefántkölyök (részlet..
Hat őszinte szolgálót tartok,
Mindenre megtanítottak, amit csak tudok,
Neveik: Mit és Hol és Mikor
és Hogyan és Miért és Ki volt.

## A módszer alkalmazása
Az 5W+1H alkalmazása közben a fenti versben is említett kérdéseket kell feltenni, a következő módon és tartalommal:
| Kérdés                                             | Rövid kiegészítés, magyarázat |
| -------------------------------------------------- | --- |
| MI (what) történt?                                 | Az esemény(ek) minél pontosabb leírása sokat segít a probléma megértésében, megoldásában. |
| HOL (where) történt az esemény?                    | A helyszín később talán az egyik oka is lehet a problémának. |
| MIKOR (when) történt?                              | Melyik napszakban, évszakban, napon, műszakban? Ha a probléma többször fordul elő pl. péntek délután, akkor az időpontnak fontos szerepe lehet.                                                           |
| HOGYAN (how) történt?                              | Mik előzték meg a bekövetkeztét? Mi történt utána? Mit tettek, hogy megelőzzék? |
| MIÉRT (why) történt?                               | Az okok keresése. Itt kapcsolódik ez a módszer az 5W-hez. |
| KI (who) érintett? KIT lehet a megoldásba bevonni? | Fontos, hogy a kérdés nem arra irányul, ki a felelős a problémáért, hanem arra, hogy milyen körülmények vezettek el idáig, és hogyan lehetne az illetőnek segíteni, hogy a jövőben ez megelőzhető legyen. |

## További érdekességek
- A MIÉRT (why) az a kérdés, amelyet minden egyes lépésnél fel lehet tenni. Például ha már tudjuk, hol történt a probléma, érdekes lehet, hogy miért pont ott. Ha tudjuk, mikor, érdekes lehet, hogy miért pont akkor.
- Előfordul, hogy szakmai anyagokban több W és H típusú kérdés is előfordul, pl. a which (melyik), how often (milyen gyakran), how much (mennyi, mennyit).
- A Kipling-módszer ereje a kérdések egyszerűségében rejlik, így figyelnünk kell arra, hogy a probléma felderítésekor ezt az erejét ki is tudjuk használni.